# John Mordaunt (speaker)
Sir John Mordaunt, né à une date inconnue et mort en 1504, est un avocat et homme politique anglais.

## Biographie
Formé comme avocat au Middle Temple à Londres, il est élu député du comté du Bedfordshire à la Chambre des communes du Parlement d'Angleterre pour le parlement de novembre 1485. Réélu pour celui de novembre 1487, il est alors élu président (speaker) de la Chambre par ses pairs. La même année, il prend part à la bataille de Stoke au sein de l'armée du roi Henri VII ; avec la défaite des derniers yorkistes opposés au nouveau roi, cette bataille marque la fin de la guerre des Deux-Roses. En 1491 il siège comme député de Grantham ; en 1495 il est à nouveau député du Bedfordshire. Dans les années 1490 il travaille par ailleurs comme avocat au service du gouvernement. Il est récompensé pour ces services en étant fait chevalier en 1503. En 1504 il est nommé haut-intendant de l'université de Cambridge, puis chancelier du duché de Lancastre, mais il meurt peu de temps après. Il est inhumé à l'église du village de Turvey, dans le Bedfordshire. Son fils John sera anobli en 1529 et siégera à la chambre des Lords.